# Giuseppe Bonelli
Giuseppe Bonelli (Brescia, 4 novembre 1875 – Brescia, 26 agosto 1956) è stato un archivista, paleografo e storico italiano attivo in vari Archivi di Stato italiani, tra cui l'Archivio di Stato di Milano dove fu docente di paleografia nella scuola annessa all'istituto.

## Biografia

### La carriera e la personalità
Figlio di Gaetano e Rosanna Fratta e fratello dello studioso di lingue e culture orientali Luigi, Giuseppe Bonelli, ottenuta la laurea in lettere, entrò nell'amministrazione archivistica il 24 agosto 1899 quando era apprendista gratuito presso l'Archivio di Stato di Milano. Trasferito a Torino nel 1907, gli anni a seguire videro Bonelli spostarsi da un archivio all'altro: nel 1909 era a Venezia; nel 1910 a Napoli; nel 1911 all'Archivio di Stato di Brescia, dove rimase fino al 1919 passando da archivista di III classe ad archivista di I classe. Il 1926 fu un altro anno instabile: trasferito «per motivi disciplinari» il 24 giugno all'Archivio di Stato di Mantova, vi lavorò un solo giorno per poi ritornare a Brescia e da lì, il 28 ottobre, Bonelli ritornò a Milano. Giuseppe Bonelli, per quanto venisse riconosciuto come una personalità dalla mente brillante e «di vasta, puntigliosa cultura e di notevole laboriosità, [che] diede notevoli contributi archivistici di grande rilievo», era altresì ricordato come 
(De Angelis, p. 105)

### All'Archivio di Stato di Milano
All'Archivio di Stato meneghino, guidato in quegli anni dall'amico e collaboratore Giovanni Vittani (con lui aveva tradotto il Manuale degli archivisti olandesi dal tedesco nel 1908), fu uno dei docenti della Scuola di Archivistica, Paleografia e Diplomatica rivestendo l'incarico di docente di paleografia latina e patrocinando l'adozione del metodo storico attuato da Luigi Fumi e dal Vittani per quanto riguardava la scienza archivistica. Rimase in carica fino al 1 novembre 1941, durante il mandato di Guido Manganelli. Morì poi a Brescia nel 1956, ove era ricoverato in un ospedale psichiatrico locale.

## Opere

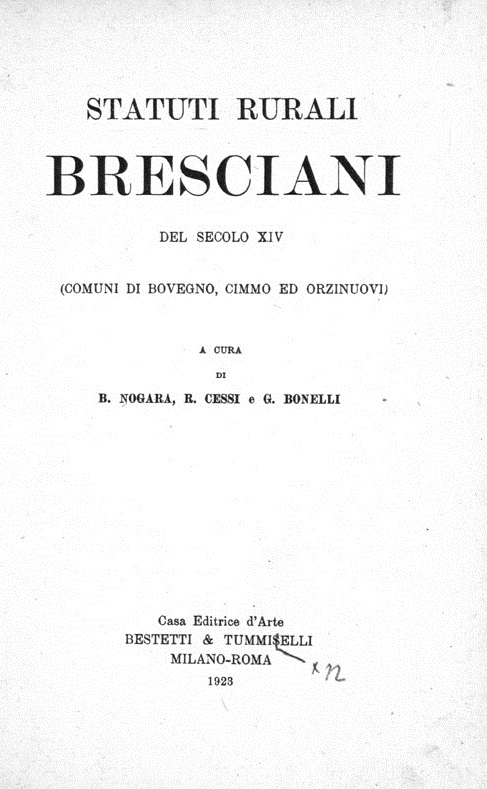
B. Nogara, R. Cessi e G. Bonelli, Statuti rurali bresciani del secolo XIV, 1923

- Giuseppe Bonelli, L'archivio dell'ospedale di Brescia. Notizia e inventario (PDF), Brescia, Tipografia Pio Istituto Pavoni, 1916. Ospitato su misinta.it.
- Giuseppe Bonelli, Roberto Cessi e Bartolomeo Nogara (a cura di), Statuti rurali bresciani del secolo XIV (Bovegno, Cimmo ed Orzinuovi), Milano, U. Hoepli, 1927, SBN MIL0092778.